# Jeanne Bates
Jeanne Bates, née le 21 mai 1918 à Berkeley en Californie aux États-Unis et morte le 28 novembre 2007 à Woodland Hills, est une actrice  américaine.

## Filmographie
- 1943 : The Chance of a Lifetime (en) : Mary Watson
- 1943 : There's Something About a Soldier : Phyllis
- 1943 : The Phantom : Diana Palmer
- 1944 : The Return of the Vampire (en) : Miss Norcutt (first victim)
- 1944 : The Racket Man de D. Ross Lederman : Phyllis Lake
- 1944 : Sundown Valley (en) : Sidney Hawkins
- 1944 : Hey, Rookie : Chief WAC
- 1944 : The Black Parachute : Olga
- 1944 : She's a Soldier Too : 'Red' Burns
- 1944 : Shadows in the Night : Adele Carter
- 1944 : Soul of a Monster : Ann Winson
- 1944 : Sergeant Mike : Terry
- 1945 : Cette nuit et toujours (Tonight and Every Night) : W.A.C. Woman
- 1946 : Le Masque de Dijon (The Mask of Diijon) : Victoria
- 1951 : Trouble In-Laws
- 1951 : Mort d'un commis voyageur : Mother
- 1952 : Paula : Attending Nurse
- 1954 : Sabaka (en) : Durga
- 1956 : Tension à Rock City (Tension at Table Rock) : Mrs. Brice
- 1957 : Femme d'Apache (Trooper Hook) : Weaver's daughter
- 1957 : Back from the Dead : Agnes, the Bradley housekeeper
- 1958 : Blood Arrow (en) de Charles Marquis Warren : Almee
- 1960 : Vice Raid (en) : Marilyn
- 1960 : The Slowest Gun in the West (TV) : Wife
- 1961 : Ben Casey (série TV) : Nurse Wills
- 1964 : Le Tueur de Boston (The Strangler) : Clara Thomas, the Nurse
- 1966 : Des jours et des vies (Days of Our Lives) (série TV) : Jean Perkins
- 1969 : Mannix S2-Episode 10 (Night Out Of Time) (série TV) : Melinda Webber
- 1970 : Trois réservistes en java (Suppose They Gave a War and Nobody Came) : Mrs. Flanders
- 1972 : Des jours et des vies (Days of Our Lives) (série TV) : Anne Peters
- 1973 : The Stranger (TV)
- 1973 : Topper Returns (TV)
- 1976 : Gus : Infirmière
- 1977 : Eraserhead : Mrs. X
- 1977 : Poco... Little Dog Lost : Mrs. John Ashmore
- 1978 : Getting Married (TV) : Divorced Woman
- 1979 : A Special Gift (TV)
- 1981 : Les Feux de l'amour (The Young and the Restless) (série TV) : Edith Mills
- 1989 : From the Dead of Night (TV) : Nurse
- 1990 : 58 minutes pour vivre (Die Hard 2) : Older Woman (Northeast Plane)
- 1990 : Douce nuit, sanglante nuit 4 : L'Initiation (Initiation: Silent Night, Deadly Night 4) : Katherine
- 1991 : Mom : Emily Dwyer
- 1991 : Grand Canyon : Mrs. Menken
- 1992 : Wild Orchid II: Two Shades of Blue : Mrs. Felt
- 1994 : Une épouse trop parfaite (Dream Lover) : Jeanne
- 2001 : Mulholland Drive (Mulholland Dr.) : Irene